# Gare de Marigny (Deux-Sèvres)
La gare de Marigny (Deux-Sèvres) est une gare ferroviaire française de la ligne de Chartres à Bordeaux-Saint-Jean, située à l'ouest du bourg sur le territoire de la commune de Marigny dans le département des Deux-Sèvres en région Nouvelle-Aquitaine.
C'est une halte voyageurs de la société nationale des chemins de fer français (SNCF), desservie par des trains du réseau de transport express régional TER Nouvelle-Aquitaine.

## Situation ferroviaire
Établie à 53 mètres d'altitude, la gare de Marigny (Deux-Sèvres) est située au point kilométrique (PK) 430,119 de la ligne de Chartres à Bordeaux-Saint-Jean (voie unique), entre les gares de Fors et de Beauvoir-sur-Niort.

## Histoire
En 2022, selon les estimations de la SNCF, la fréquentation annuelle de la gare était de 11 010 voyageurs contre 7 067 voyageurs en 2019

## Service des voyageurs

### Accueil
Halte SNCF, c'est un point d'arrêt non géré (PANG) à accès libre. Elle dispose d'un quai avec un abri et de l'éclairage.

Installations de la halte
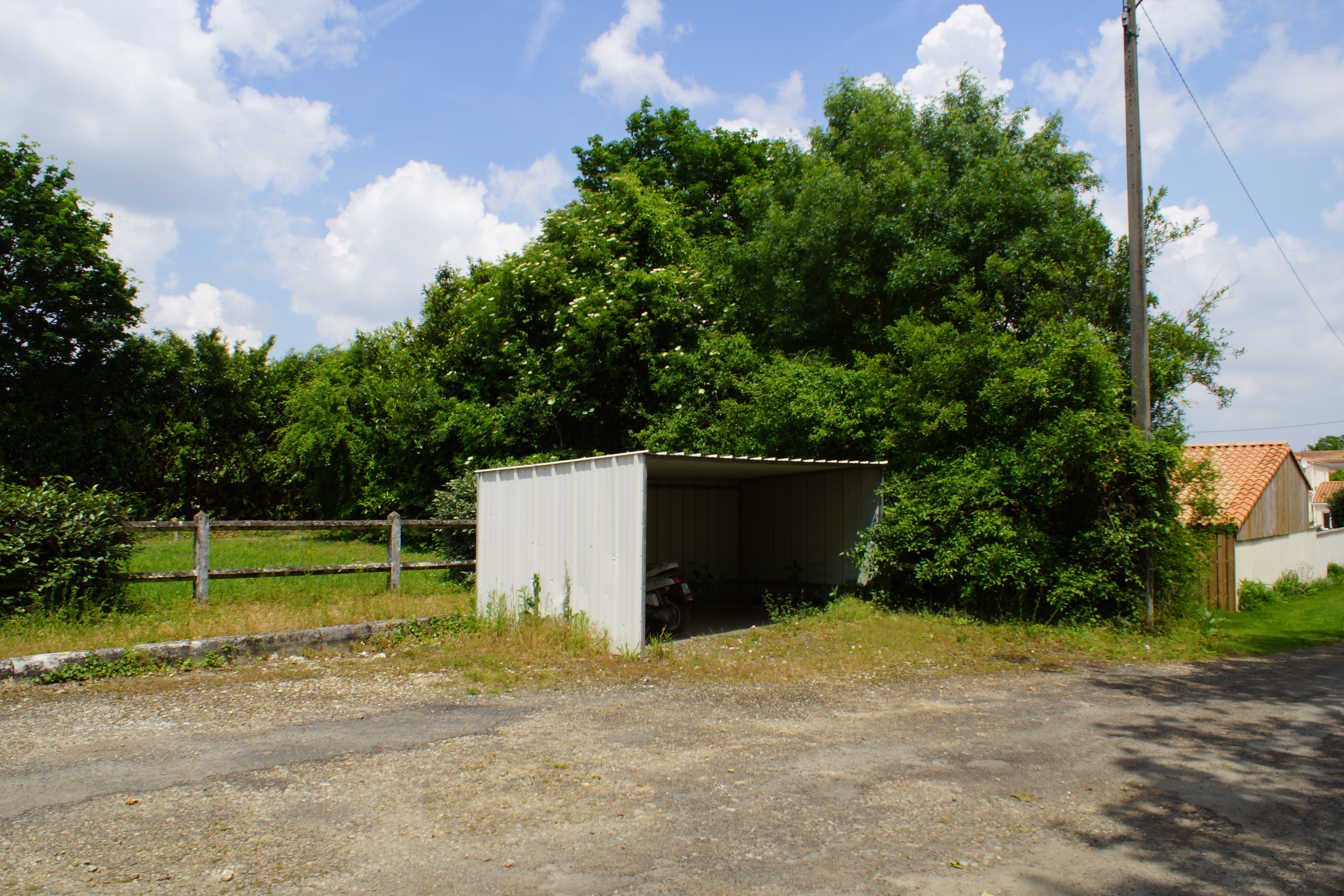
Abri vélos.
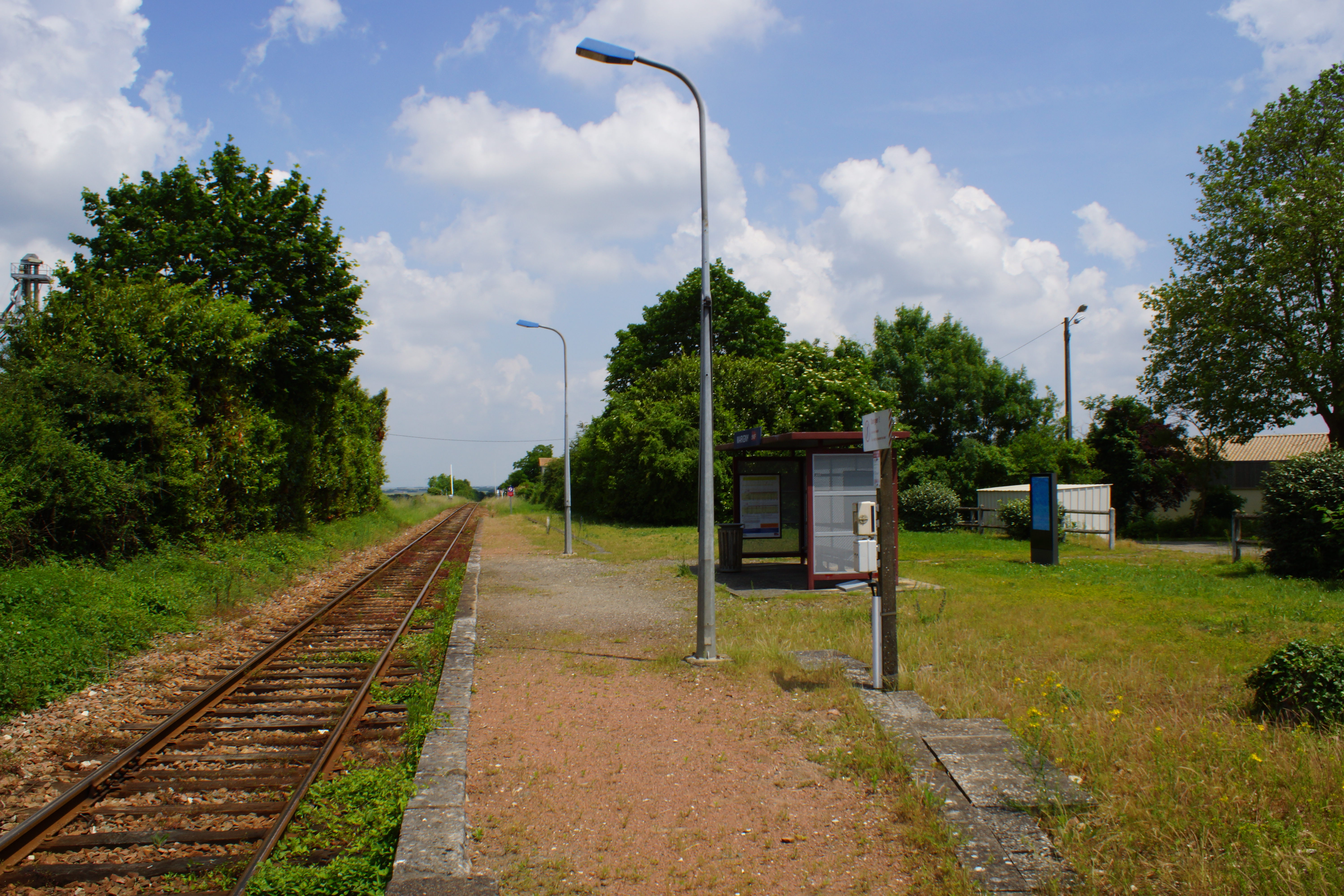
Vue d'ensemble.
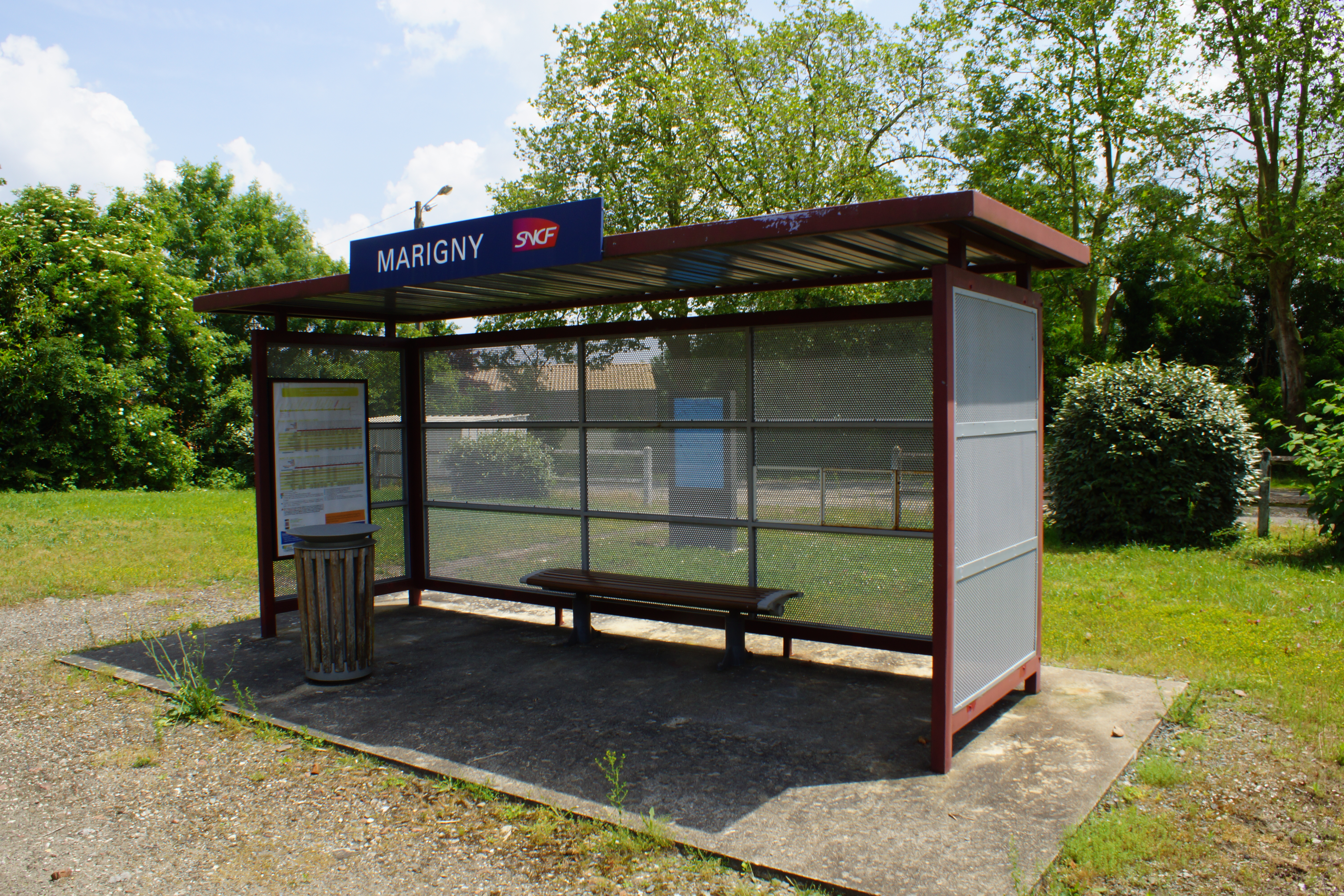
L'abri du quai.

### Desserte
Marigny est desservie par les trains TER Nouvelle-Aquitaine qui circulent sur la relation Niort - Royan (ou Saintes).

### Intermodalité
Un abri pour les vélos et un parking pour les véhicules y sont aménagés.